# Tour der südafrikanischen Rugby-Union-Nationalmannschaft nach Argentinien und Europa 1996
| Tour der Springboks nach Argentinien und Europa 1996 | Tour der Springboks nach Argentinien und Europa 1996 | Tour der Springboks nach Argentinien und Europa 1996 | Tour der Springboks nach Argentinien und Europa 1996 | Tour der Springboks nach Argentinien und Europa 1996 |
| Übersicht                                            | S                                                    | G                                                    | U                                                    | N                                                    |
| ---------------------------------------------------- | ---------------------------------------------------- | ---------------------------------------------------- | ---------------------------------------------------- | ---------------------------------------------------- |
| Test Matches                                         | 05                                                   | 5                                                    | 0                                                    | 0                                                    |
| Sonstige Spiele                                      | 05                                                   | 3                                                    | 0                                                    | 2                                                    |
| Gesamt                                               | 10                                                   | 8                                                    | 0                                                    | 2                                                    |
|                                                      |                                                      |                                                      |                                                      |                                                      |
| Argentinien                                          | 02                                                   | 2                                                    | 0                                                    | 0                                                    |
| Frankreich                                           | 02                                                   | 2                                                    | 0                                                    | 0                                                    |
| Wales                                                | 01                                                   | 1                                                    | 0                                                    | 0                                                    |

Die Tour der südafrikanischen Rugby-Union-Nationalmannschaft nach Argentinien und Europa 1996 umfasste eine Reihe von Freundschaftsspielen der Springboks, der Nationalmannschaft Südafrikas in der Sportart Rugby Union. Das Team reiste im November und Dezember 1996 durch Argentinien, Frankreich und Wales, wobei es zehn Spiele bestritt. Dazu gehörten fünf Test Matches gegen die Nationalmannschaften der genannten Länder sowie fünf weitere Spiele gegen Auswahlteams. Die Springboks mussten zwei Niederlagen hinnehmen, siegten aber in allen Test Matches.

## Spielplan
- Hintergrundfarbe grün = Sieg
- Hintergrundfarbe rot = Niederlage

(Test Matches sind grau unterlegt; Ergebnisse aus der Sicht Südafrikas)
| #  | Datum             | Gegner                     | Ort                | Stadion                     | Ergebnis |
| -- | ----------------- | -------------------------- | ------------------ | --------------------------- | -------- |
| 01 | 05. November 1996 | Unión de Rugby de Rosario  | Rosario            | Duendes Rugby Club          | 45:36    |
| 02 | 09. November 1996 | Argentinien                | Buenos Aires       | Estadio Ferrocarril Oeste   | 46:15    |
| 03 | 12. November 1996 | Unión de Rugby de Cuyo     | Mendoza            | Estadio Bautista Gargantini | 89:19    |
| 04 | 16. November 1996 | Argentinien                | Buenos Aires       | Estadio Ferrocarril Oeste   | 44:21    |
| 05 | 23. November 1996 | Barbarians français        | Brive-la-Gaillarde | Stade Amédée-Domenech       | 22:30    |
| 06 | 26. November 1996 | France Sud-Est             | Lyon               | Stade de Gerland            | 36:20    |
| 07 | 30. November 1996 | Frankreich                 | Bordeaux           | Parc Lescure                | 22:12    |
| 08 | 03. Dezember 1996 | Französische Universitäten | Villeneuve-d’Ascq  | Stadium Lille Métropole     | 13:20    |
| 09 | 07. Dezember 1996 | Frankreich                 | Paris              | Parc des Princes            | 13:12    |
| 10 | 15. Dezember 1996 | Wales                      | Cardiff            | Cardiff Arms Park           | 37:20    |

## Test Matches
| 9. November 1996 | Argentinien                                                      | 15 : 46        | Südafrika | Estadio Ferrocarril Oeste, Buenos Aires Zuschauer: 16.000 Schiedsrichter: James Fleming (Schottland) |
| 9. November 1996 | Versuche: Camardón Martín Erhöhungen: Cilley Straftritte: Cilley | (8:17) Bericht | Versuche: Andrews Venter van der Westhuizen Small le Roux Joubert Strafversuch Erhöhungen: Honiball (3) Joubert Straftritte: Honiball | Estadio Ferrocarril Oeste, Buenos Aires Zuschauer: 16.000 Schiedsrichter: James Fleming (Schottland) |

Aufstellungen:
- Argentinien: Lisandro Arbizu , Octavio Bartolucci, Gonzalo Camardón, Pablo Camerlinckx, José Cilley, Nicolás Fernández Miranda, Roberto Grau, Omar Hasan, Germán Llanes, Rolando Martín, Federico Méndez, Raúl Pérez, Tomás Solari, Facundo Soler, Pedro Sporleder 
 Auswechselspieler: Christian Barrea, Ignacio Fernández Lobbe, Carlos Promanzio, Martín Scelzo, Eduardo Simone, Cristián Viel
- Südafrika: Mark Andrews, James Dalton, Adrian Garvey, Henry Honiball, André Joubert, Ruben Kruger, Hennie le Roux, Japie Mulder, Jacques Olivier, James Small, Gary Teichmann , Dawie Theron, Joost van der Westhuizen, André Venter, Kobus Wiese 
 Auswechselspieler: Wayne Fyvie, Kevin Putt, André Snyman, Henry Tromp, Albert van der Linde, Fritz van Heerden

| 16. November 1996 | Argentinien                                                                           | 21 : 44         | Südafrika                                                                                             | Estadio Ferrocarril Oeste, Buenos Aires Zuschauer: 20.000 Schiedsrichter: Edward Murray (Schottland) |
| 16. November 1996 | Versuche: Fernández Miranda Martín Erhöhungen: Cilley Straftritte: Cilley (2) Quesada | (15:27) Bericht | Versuche: Kruger (2) le Roux Mulder Olivier Venter Erhöhungen: Honiball (4) Straftritte: Honiball (2) | Estadio Ferrocarril Oeste, Buenos Aires Zuschauer: 20.000 Schiedsrichter: Edward Murray (Schottland) |

Aufstellungen:
- Argentinien: Diego Albanese, Lisandro Arbizu , José Cilley, Pablo Camerlinckx, Nicolás Fernández Miranda, Roberto Grau, Omar Hasan, Ezequiel Jurado, Germán Llanes, Rolando Martín, Federico Méndez, Raúl Pérez, Eduardo Simone, Facundo Soler, Pedro Sporleder 
 Auswechselspieler: Christian Barrea, Gonzalo Quesada, Ignacio Fernández Lobbe, Carlos Promanzio, Martín Scelzo, Cristián Viel
- Südafrika: Mark Andrews, James Dalton, Adrian Garvey, Henry Honiball, André Joubert, Ruben Kruger, Hennie le Roux, Japie Mulder, Jacques Olivier, James Small, Gary Teichmann , Dawie Theron, Joost van der Westhuizen, André Venter, Kobus Wiese 
 Auswechselspieler: Wayne Fyvie, Kevin Putt, André Snyman, Henry Tromp, Albert van der Linde, Fritz van Heerden

| 30. November 1996 | Frankreich               | 12 : 22        | Südafrika                                     | Parc Lescure, Bordeaux Zuschauer: 30.000 Schiedsrichter: Brian Stirling (Irland) |
| 30. November 1996 | Straftritte: Dourthe (4) | (6:19) Bericht | Versuche: Joubert Small Straftritte: Honiball | Parc Lescure, Bordeaux Zuschauer: 30.000 Schiedsrichter: Brian Stirling (Irland) |

Aufstellungen:
- Frankreich: Abdelatif Benazzi , Philippe Benetton, David Berty, Guillaume Bouic, Christian Califano, Philippe Carbonneau, Marc de Rougemont, Richard Dourthe, Stéphane Glas, Thierry Labrousse, Laurent Mazas, Hugues Miorin, Fabien Pelous, Jean-Luc Sadourny, Franck Tournaire 
 Auswechselspieler: Guy Accoceberry, Richard Castel, Jean-Jacques Crenca, Marc Dal Maso, Christophe Lamaison, David Venditti
- Südafrika: Mark Andrews, James Dalton, Adrian Garvey, Henry Honiball, André Joubert, Ruben Kruger, Hennie le Roux, Japie Mulder, Jacques Olivier, James Small, Gary Teichmann , Dawie Theron, Joost van der Westhuizen, André Venter, Kobus Wiese 
 Auswechselspieler: Wayne Fyvie, Kevin Putt, André Snyman, Henry Tromp, Albert van der Linde, Fritz van Heerden

| 7. Dezember 1996 | Frankreich               | 12 : 13        | Südafrika                                                       | Parc des Princes, Paris Zuschauer: 40.000 Schiedsrichter: Derek Bevan (Wales) |
| 7. Dezember 1996 | Straftritte: Dourthe (4) | (3:10) Bericht | Versuche: Dalton Erhöhungen: Honiball Straftritte: Honiball (2) | Parc des Princes, Paris Zuschauer: 40.000 Schiedsrichter: Derek Bevan (Wales) |

Aufstellungen:
- Frankreich: Guy Accoceberry, Abdelatif Benazzi , Philippe Benetton, Christian Califano, Richard Castel, Marc Dal Maso, Richard Dourthe, Stéphane Glas, Christophe Lamaison, Laurent Leflamand, Olivier Merle, Fabien Pelous, Jean-Luc Sadourny, Franck Tournaire, David Venditti 
 Auswechselspieler: Guillaume Bouic, Philippe Carbonneau, Jean-Jacques Crenca, Marc de Rougemont, Marc Lièvremont, Hugues Miorin
- Südafrika: Mark Andrews, James Dalton, Adrian Garvey, Henry Honiball, André Joubert, Ruben Kruger, Hennie le Roux, Japie Mulder, Jacques Olivier, James Small, Gary Teichmann , Dawie Theron, Joost van der Westhuizen, André Venter, Kobus Wiese 
 Auswechselspieler: Wayne Fyvie, Kevin Putt, André Snyman, Henry Tromp, Albert van der Linde, Fritz van Heerden

| 15. Dezember 1996 | Wales                                           | 20 : 37         | Südafrika                                                                                                   | Cardiff Arms Park, Cardiff Zuschauer: 45.200 Schiedsrichter: Steve Lander (England) |
| 15. Dezember 1996 | Versuche: A. Thomas Straftritte: N. Jenkins (5) | (12:23) Bericht | Versuche: Joubert Olivier van der Westhuizen (3) Erhöhungen: Honiball (2) Joubert Straftritte: Honiball (2) | Cardiff Arms Park, Cardiff Zuschauer: 45.200 Schiedsrichter: Steve Lander (England) |

Aufstellungen:
- Wales: Allan Bateman, Colin Charvis, Ieuan Evans, Scott Gibbs, Rob Howley, Jonathan Humphreys, Dafydd James, Neil Jenkins, Gareth Llewellyn, Christian Loader, Dale McIntosh, Mark Rowley, Arwel Thomas, Steve Williams, Dai Young 
 Auswechselspieler: Leigh Davies, Garin Jenkins, Paul John, Lyndon Mustoe, Justin Thomas
- Südafrika: Mark Andrews, James Dalton, Adrian Garvey, Henry Honiball, André Joubert, Ruben Kruger, Hennie le Roux, Japie Mulder, Jacques Olivier, James Small, Gary Teichmann , Dawie Theron, Joost van der Westhuizen, André Venter, Kobus Wiese 
 Auswechselspieler: Wayne Fyvie, Kevin Putt, André Snyman, Hannes Strydom, Henry Tromp, Albert van der Linde

## Tour von Südafrika A
Im selben Zeitraum fand auch die Tour der Nachwuchsmannschaft Südafrika A durch Großbritannien und Irland statt.
| #  | Datum             | Gegner                    | Ort        | Stadion                         | Ergebnis |
| -- | ----------------- | ------------------------- | ---------- | ------------------------------- | -------- |
| 01 | 01. November 1996 | Cambridge University RUFC | Cambridge  | Grange Road                     | 57:11    |
| 02 | 04. November 1996 | Bedford Blues             | Bedford    | Goldington Road                 | 47:27    |
| 03 | 08. November 1996 | Schottland A              | Hawick     | Mansfield Park                  | 19:32    |
| 04 | 12. November 1996 | Irland A                  | Dublin     | Donnybrook Stadium              | 25:28    |
| 05 | 16. November 1996 | Oxford University RFC     | Oxford     | Iffley Road                     | 49:12    |
| 06 | 21. November 1996 | South West Counties       | Exeter     | County Ground Stadium           | 62:20    |
| 07 | 23. November 1996 | London Counties           | London     | Twickenham Stadium              | 43:17    |
| 08 | 27. November 1996 | Northern Counties         | Gateshead  | Gateshead International Stadium | 29:13    |
| 09 | 30. November 1996 | Midland Counties          | Coventry   | Butts Park Arena                | 62:7     |
| 10 | 09. Dezember 1996 | Cardiff RFC               | Cardiff    | Cardiff Arms Park               | 40:7     |
| 11 | 11. Dezember 1996 | England A                 | Gloucester | Kingsholm Stadium               | 35:20    |
| 12 | 14. Dezember 1996 | Wales A                   | Swansea    | St Helen’s                      | 42:26    |